# آنتونینوس پیوس
تیتوس اورلیوس فولووس بویونیوس آریوس آنتونینوس (به لاتین: Titus Aurelius Fulvus Boionius Arrius Antoninus)‏ (۸۶–۱۶۱) مشهور به آنتونینوس پیوس (به لاتین: Antoninus Pius) امپراتور روم بین سال‌های ۱۳۸ تا ۱۶۱ میلادی بود.

## زندگی
آنتونینوس پیوس با نام واقعی تیتوس اورلیوس فولووس (به لاتین: Titus Aurelius Fulvus) در سال ۸۶ میلادی در لانوویوم زاده شد. پس از مرگ پدرش ثروت زیادی به ارث او رسید و در سال ۱۲۰ میلادی به مقام کنسولی نائل شد. در سال ۱۳۸ از سوی امپراتور وقت هادریانوس به عنوان افسر دارای اختیارات کنسولی به آسیا فرستاده شد و در همان سال نیز هادریانوس او را به عنوان فرزندخوانده و جانشین خود معرفی نمود. هادریانوس در ۱۰ ژوئیه ۱۳۸ درگذشت و آنتونینوس به عنوان امپراتور جدید روم بر تخت فرمانروایی نشست.
آنتونینوس را به دلیل پاسداشت یاد و خاطرهٔ هادریانوس، پیوس لقب دادند و او را آنتونینوس پیوس نامیدند. دوران حکومت آنتونینوس پیوس با آرامش و رضایت مردم همراه بود. او در مسایل عمومی همچون پدر ملت رفتار می‌کرد و اعدام مسیحیان نیز به دلیل اقدامات او تا حد زیادی متوقف شده بود. امپراتوری روم در زمان فرمانروایی او وسیعتر شده بود و دیواری به نام او با نام دیوار آنتونینی بین رودخانه‌های فورث و کلاید (واقع در بریتانیای امروزی) ساخته شد.
آنتونینوس پیوس در ۷ مارس ۱۶۱ در سن ۷۴ سالگی درگذشت و فرزندخوانده‌اش مارکوس اورلیوس جانشین او شد.